# Bağtepe (Kozan)
Bağtepe (türkisch für Rebhügel) ist ein Ortsteil (Mahalle) im Landkreis Kozan der türkischen Provinz Adana mit 920 Einwohnern (Stand: Ende 2024). Im Jahr 2011 hatte der Ort 1.307 Einwohner.